# Жінка, що падає
«Жінка, що падає» (англ. The Falling Woman) — сучасний психологічний фентезійний роман Пет Мерфі, виданий 1986 року.

## Стислий сюжет
Елізабет Батлер — археолог, автор декількох популярних книг, яка кидає виклик колегам соїми міркуваннями щодо цивілізації Мая. Елізабет має дивний дар, пов'язаний зі спробою самогубства у молодості, завдяки чому вона здатна бачити духи стародавніх людей, коли вона ходить у сутінках та на світанку. Історія розпочинається в середині восьмитижневої археологічної практики у Цібільчальтуні. Її команда сподівається знайти захоплюючі артефакти, які будуть викликати інтерес та збільшать фінансування майбутніх польових досліджень на пам'ятці.
Під час польових досліджень доросла донька Елізабет, Діана, раптово зникає. Після смерті свого батька, колишнього чоловіка Елізабет, Діана раптово залишає своє життя в Сполучених Штатах й вилітає до Мексики, щоб побачити свою матір. З'ясувалося, що Діана бачила Елізабет лише протягом декількох коротких візитів, тому що Елізабет залишила її маленькою дитиною, яку виховував її батько. Також у Діани були сумніви щодо бажання бачити Елізабет.
Після їх зустрічі Елізабет має нове видіння: один з духів-візетерів, як жриця племені Мая Зугуй-как, хоче побачити та порозмовляти з Елізабет. Зухуй-как надає безпрецедентні знання про вихід мая з Цібільчальтуна, і веде Елізабет до найважливіших археологічних знахідок, яких вона так потребує, але взамін вимагає жертви для богині Іш-Чел. Коли розпочинаються розкопки, їх учасників починають переслідувати нещастя та трагедії, таким чином Зугуй-как дає зрозуміти, що Елізабет повинна пожертвувати власною донькою.

## Нагороди
- Премія «Неб'юла» за найкращий роман 1987 року[1].